# Ctenosaura oaxacana
Ctenosaura oaxacana är en ödleart som beskrevs av Köhler och Hasbún 2001. Ctenosaura oaxacana ingår i släktet Ctenosaura och familjen leguaner. IUCN kategoriserar arten globalt som akut hotad. Inga underarter finns listade i Catalogue of Life.
Arten förekommer endemisk i delstaten Oaxaca i västra Mexiko vid Stilla havet. Den når i kulliga områden 250 meter över havet. Ctenosaura oaxacana lever i torra tropiska skogar.